# Wesley Koolhof
Wesley Koolhof (Zevenaar, 17 april 1989) is een Nederlands voormalig tennisspeler die gespecialiseerd is in het dubbelspel. Hij won 21 ATP-toernooien en was 24 keer verliezend finalist in het mannendubbelspel.
In het gemengd dubbelspel won hij zijn eerste grandslamtitel op Roland Garros in 2022. Aan de zijde van de Brit Neal Skupski won hij grandslamtoernooi van Wimbledon in 2023. Op het US Open was hij tweemaal verliezend finalist, eenmaal in 2020 met Nikola Mektić en andermaal in 2022 met Neal Skupski.

## Loopbaan
Van 2015 tot medio 2017 vormde hij een duo met Matwé Middelkoop waarmee hij in 2015 ook de nationale titel won. Daarna speelde hij met de Nieuw-Zeelander Artem Sitak. In juni 2018 ging Koolhof met de Nieuw-Zeelander Marcus Daniell spelen. Een jaar later werd Robin Haase zijn vaste dubbelspelpartner. In 2020 speelde hij met de Kroaat Nikola Mektić met wie hij de ATP Finals 2020 won. Koolhof begon 2021 met de Pool Łukasz Kubot als dubbelspelpartner maar ging eind april met Jean-Julien Rojer spelen.
In 2022 werd de Brit Neal Skupski zijn vaste dubbelspelpartner. Samen wonnen ze in november 2022 het ATP-toernooi van Parijs. Door deze overwinning werd Koolhof de nummer één van de wereld in het dubbelspel.
Met Ena Shibahara won Koolhof in juni 2022 het gemengd dubbelspel van Roland Garros.
Koolhof speelde zijn laatste mannendubbel als professional in de halve finale Davis Cup 2024 met Botic van de Zandschulp. De twee wonnen deze wedstrijd, maar Nederland verloor in de finale van Italië.

## Palmares mannendubbelspel
| Legenda               |
| --------------------- |
| Grand Slam            |
| Olympische Spelen     |
| ATP Finals            |
| ATP Tour Masters 1000 |
| ATP Tour 500          |
| ATP Tour 250          |

| Nr.                  | Finale            | Toernooi         | Ondergrond    | Partner            | Tegenstanders in finale                   | Score                |         |
| -------------------- | ----------------- | ---------------- | ------------- | ------------------ | ----------------------------------------- | -------------------- | ------- |
| gewonnen finales     |                   |                  |               |                    |                                           |                      |         |
| 1.                   | 7 februari 2016   | ATP Sofia        | hardcourt (i) | Matwé Middelkoop   | Philipp Oswald Adil Shamasdin             | 5-7, 7-6, [10-6]     | details |
| 2.                   | 23 juli 2016      | ATP Kitzbühel    | gravel        | Matwé Middelkoop   | Dennis Novak Dominic Thiem                | 2-6, 6-3, [11-9]     | details |
| 3.                   | 14 januari 2017   | ATP Sydney       | hardcourt     | Matwé Middelkoop   | Jamie Murray Bruno Soares                 | 6-3, 7-5             | details |
| 4.                   | 6 januari 2019    | ATP Brisbane     | hardcourt     | Marcus Daniell     | Rajeev Ram Joe Salisbury                  | 6-4, 7-6             | details |
| 5.                   | 10 januari 2020   | ATP Doha         | hardcourt     | Rohan Bopanna      | Luke Bambridge Santiago González          | 3-6, 6-2, [10-6]     | details |
| 6.                   | 22 november 2020  | ATP Finals       | hardcourt (i) | Nikola Mektić      | Jürgen Melzer Édouard Roger-Vasselin      | 6-2, 3-6, [10-5]     | details |
| 7.                   | 2 mei 2021        | ATP München      | gravel        | Kevin Krawietz     | Sander Gillé Joran Vliegen                | 4-6, 6-4, [10-5]     | details |
| 8.                   | 9 januari 2022    | ATP Melbourne    | hardcourt     | Neal Skupski       | Oleksandr Nedovjesov Aisam-ul-Haq Qureshi | 6-4, 6-4             | details |
| 9.                   | 15 januari 2022   | ATP Adelaide     | hardcourt     | Neal Skupski       | Ariel Behar Gonzalo Escobar               | 7-6, 6-4             | details |
| 10.                  | 19 februari 2022  | ATP Doha         | hardcourt     | Neal Skupski       | Rohan Bopanna Denis Shapovalov            | 7-6, 6-1             | details |
| 11.                  | 8 mei 2022        | ATP Madrid       | gravel        | Neal Skupski       | Juan Sebastián Cabal Robert Farah         | 6-7, 6-4, [10-5]     | details |
| 12.                  | 12 juni 2022      | ATP Rosmalen     | gras          | Neal Skupski       | Matthew Ebden Max Purcell                 | 4-6, 7-5, [10-6]     | details |
| 13.                  | 14 augustus 2022  | ATP Montreal     | hardcourt     | Neal Skupski       | Daniel Evans John Peers                   | 6-2, 4-6, [10-6]     | details |
| 14.                  | 6 november 2022   | ATP Parijs       | hardcourt     | Neal Skupski       | Ivan Dodig Austin Krajicek                | 7–6, 6–4             | details |
| 15.                  | 17 juni 2023      | ATP Rosmalen (2) | gras          | Neal Skupski       | Gonzalo Escobar Oleksandr Nedovjesov      | 7–6(1), 6–2          | details |
| 16.                  | 15 juli 2023      | Wimbledon        | gras          | Neal Skupski       | Marcel Granollers Horacio Zeballos        | 6-4, 6-4             | details |
| verloren finales     |                   |                  |               |                    |                                           |                      |         |
| 1.                   | 19 februari 2017  | ATP Rotterdam    | hardcourt (i) | Matwé Middelkoop   | Ivan Dodig Marcel Granollers              | 6-7, 3-6             | details |
| 2.                   | 30 juli 2017      | ATP Atlanta      | hardcourt     | Artem Sitak        | Bob Bryan Mike Bryan                      | 3-6, 4-6             | details |
| 3.                   | 24 september 2017 | ATP Metz         | hardcourt (i) | Artem Sitak        | Julien Benneteau Édouard Roger-Vasselin   | 5-7, 3-6             | details |
| 4.                   | 18 februari 2018  | ATP New York     | hardcourt (i) | Artem Sitak        | Maks Mirni Philipp Oswald                 | 4-6, 6-4, [6-10]     | details |
| 5.                   | 4 maart 2018      | ATP São Paulo    | gravel        | Artem Sitak        | Federico Delbonis Máximo González         | 4-6, 2-6             | details |
| 6.                   | 6 mei 2018        | ATP Estoril      | gravel        | Artem Sitak        | Kyle Edmund Cameron Norrie                | 4-6, 2-6             | details |
| 7.                   | 21 oktober 2018   | ATP Stockholm    | hardcourt (i) | Marcus Daniell     | Luke Bambridge Jonny O'Mara               | 5-7, 6-7             | details |
| 8.                   | 30 maart 2019     | ATP Miami        | hardcourt     | Stéfanos Tsitsipás | Bob Bryan Mike Bryan                      | 5-7, 6-7             | details |
| 9.                   | 21 april 2019     | ATP Monte Carlo  | gravel        | Robin Haase        | Nikola Mektić Franko Škugor               | 7-6, 6-7, [9-11]     | details |
| 10.                  | 28 april 2019     | ATP Boedapest    | gravel        | Marcus Daniell     | Ken Skupski Neal Skupski                  | 3–6, 4–6             | details |
| 11.                  | 15 juni 2019      | ATP Rosmalen     | gras          | Marcus Daniell     | Dominic Inglot Austin Krajicek            | 4-6, 6-4, [4-10]     | details |
| 12.                  | 28 juli 2019      | ATP Hamburg      | gravel        | Robin Haase        | Oliver Marach Jürgen Melzer               | 2-6, 6-7(3)          | details |
| 13.                  | 11 augustus 2019  | ATP Montreal     | hardcourt     | Robin Haase        | Marcel Granollers Horacio Zeballos        | 5-7, 5-7             | details |
| 14.                  | 23 februari 2020  | ATP Marseille    | hardcourt (i) | Nikola Mektić      | Nicolas Mahut Vasek Pospisil              | 3-6, 4-6             | details |
| 15.                  | 10 september 2020 | US Open          | hardcourt     | Nikola Mektić      | Mate Pavić Bruno Soares                   | 5-7, 3-6             | details |
| 16.                  | 24 oktober 2021   | ATP Antwerpen    | hardcourt (i) | Jean-Julien Rojer  | Nicolas Mahut Fabrice Martin              | 0-6, 1-6             | details |
| 17.                  | 2 april 2022      | ATP Miami        | hardcourt     | Neal Skupski       | Hubert Hurkacz John Isner                 | 6-7, 4-6             | details |
| 18.                  | 24 april 2022     | ATP Barcelona    | gravel        | Neal Skupski       | Kevin Krawietz Andreas Mies               | 7-6, 6-7, [6-10]     | details |
| 19.                  | 9 september 2022  | US Open          | hardcourt     | Neal Skupski       | Rajeev Ram Joe Salisbury                  | 6-7, 5-7             | details |
| 20.                  | 18 maart 2023     | ATP Indian Wells | hardcourt     | Neal Skupski       | Rohan Bopanna Matthew Ebden               | 3–6, 6–2, [8–10]     | details |
| 21.                  | 23 april 2023     | ATP Barcelona    | gravel        | Neal Skupski       | Máximo González Andrés Molteni            | 3–6, 7–6(8), [4–10]  | details |
| 22.                  | 4 oktober 2023    | ATP Peking       | hardcourt     | Neal Skupski       | Ivan Dodig Austin Krajicek                | 7–6(12), 3–6, [5–10] | details |
| gewonnen challengers |                   |                  |               |                    |                                           |                      |         |
| 1.                   | 17 november 2013  | Guayaquil        | gravel        | Stephan Fransen    | Roman Boranov Alexander Satschko          | 1-6, 6-2, [10-5]     |         |
| 2.                   | 27 juli 2014      | Oberstaufen      | gravel        | Alessandro Motti   | Radu Albot Mateusz Kowalczyk              | 7-6, 6-3             |         |
| 3.                   | 8 februari 2015   | Glasgow          | hardcourt (i) | Matwé Middelkoop   | Sergej Boebka Oleksandr Nedovjesov        | 6-1, 6-4             |         |
| 4.                   | 3 mei 2015        | Turijn           | gravel        | Matwé Middelkoop   | Dino Marcan Antonio Šančić                | 4-6, 6-3, [10-5]     |         |
| 5.                   | 5 juli 2015       | Marburg          | gravel        | Matwé Middelkoop   | Tobias Kamke Simon Stadler                | 6-1, 7-5             |         |
| 6.                   | 16 augustus 2015  | Praag            | gravel        | Matwé Middelkoop   | Sergey Botov Michail Jelgin               | 6-4, 3-6, [10-7]     |         |
| 7.                   | 12 september 2015 | Sevilla          | gravel        | Matwé Middelkoop   | Marco Bortolotti Kamil Majchrzak          | 7-6, 6-4             |         |
| 8.                   | 27 september 2015 | Trnava           | gravel        | Matwé Middelkoop   | Stéphane Robert Kamil Majchrzak           | 6-4, 6-2             |         |
| 9.                   | 25 oktober 2015   | Brest            | hardcourt (i) | Matwé Middelkoop   | Ken Skupski Neal Skupski                  | 3-6, 6-4, [10-6]     |         |
| 10.                  | 17 januari 2016   | Bangkok          | hardcourt     | Matwé Middelkoop   | Gero Kretschmer Alexander Satschko        | 6-3, 7-6(1)          |         |
| 11.                  | 19 juni 2016      | Ilkley           | gras          | Matwé Middelkoop   | Marcelo Demoliner Aisam-ul-Haq Qureshi    | 7-6, 0-6, [10-8]     |         |
| 12.                  | 31 juli 2016      | Scheveningen     | gravel        | Matwé Middelkoop   | Tallon Griekspoor Tim van Rijthoven       | 6-1, 3-6, [13-11]    |         |
| 13.                  | 27 november 2016  | Andria           | tapijt (i)    | Matwé Middelkoop   | Roman Jebavý Zdeněk Kolář                 | 6-3, 6-3             |         |
| 14.                  | 14 mei 2017       | Aix-en-Provence  | gravel        | Matwé Middelkoop   | Andre Begemann Jérémy Chardy              | 2-6, 6-4, [16-14]    |         |
| 15.                  | 17 september 2017 | Szczecin         | gravel        | Artem Sitak        | Aliaksandr Bury Andreas Siljeström        | 6-1, 7-5             |         |
| 16.                  | 7 april 2018      | Alicante         | gravel        | Artem Sitak        | Guido Andreozzi Ariel Behar               | 6-3, 6-2             |         |

## Palmares gemengd dubbelspel
| Legenda               |
| --------------------- |
| Grand Slam            |
| Olympische Spelen     |
| ATP Finals            |
| ATP Tour Masters 1000 |
| ATP Tour 500          |
| ATP Tour 250          |

| Nr.              | Finale      | Toernooi      | Ondergrond | Partner       | Tegenstanders in finale      | Score       |         |
| ---------------- | ----------- | ------------- | ---------- | ------------- | ---------------------------- | ----------- | ------- |
| gewonnen finales |             |               |            |               |                              |             |         |
| 1.               | 2 juni 2022 | Roland Garros | gravel     | Ena Shibahara | Ulrikke Eikeri Joran Vliegen | 7-6(5), 6-2 | details |
| verloren finales |             |               |            |               |                              |             |         |
| geen             |             |               |            |               |                              |             |         |

## Resultaten grandslamtoernooien
| Legenda | Legenda                          |
| ------- | -------------------------------- |
| g.t.    | geen toernooi gehouden           |
| l.c.    | lagere categorie                 |
| –       | niet deelgenomen                 |
| G       | uitgeschakeld in de groepsfase   |
| 1R      | uitgeschakeld in de eerste ronde |
| 2R      | uitgeschakeld in de tweede ronde |
| 3R      | uitgeschakeld in de derde ronde  |
| 4R      | uitgeschakeld in de vierde ronde |
| KF      | uitgeschakeld in de kwartfinale  |
| HF      | uitgeschakeld in de halve finale |
| F       | de finale verloren               |
| W       | het toernooi gewonnen            |
| w-v     | winst/verlies-balans             |

### Dubbelspel
| toernooi            | 2016 | 2017 | 2018 | 2019 | 2020 | 2021 | 2022 | 2023 | 2024 |
| ------------------- | ---- | ---- | ---- | ---- | ---- | ---- | ---- | ---- | ---- |
| grandslamtoernooien |      |      |      |      |      |      |      |      |      |
| Australian Open     | –    | 2R   | 2R   | 2R   | 2R   | 3R   | KF   | KF   | 3R   |
| Roland Garros       | 1R   | 1R   | 3R   | 2R   | HF   | 3R   | KF   | KF   | 2R   |
| Wimbledon           | 2R   | 1R   | 1R   | KF   | g.t. | 1R   | 3R   | W    | 2R   |
| US Open             | 1R   | 1R   | 2R   | 3R   | F    | 3R   | F    | 3R   | KF   |
| ATP Finals          |      |      |      |      |      |      |      |      |      |
| ATP Finals          | –    | –    | –    | –    | W    | –    | HF   | G    | G    |
| ATP Masters 1000    |      |      |      |      |      |      |      |      |      |
| Indian Wells        | –    | –    | –    | 1R   | g.t. | 2R   | KF   | F    | W    |
| Miami               | –    | –    | –    | F    | g.t. | 1R   | F    | KF   | 2R   |
| Monte Carlo         | –    | –    | –    | F    | g.t. | 2R   | 1R   | KF   | 2R   |
| Madrid              | –    | –    | –    | HF   | g.t. | KF   | W    | KF   | 1R   |
| Rome                | –    | –    | –    | 1R   | 2R   | KF   | KF   | HF   | KF   |
| Montreal/Toronto    | –    | –    | –    | F    | g.t. | 2R   | W    | 2R   | –    |
| Cincinnati          | –    | –    | –    | 1R   | KF   | 2R   | 2R   | 2R   | 2R   |
| Shanghai            | –    | –    | –    | 1R   | g.t. | g.t. | g.t. | KF   | W    |
| Parijs              | –    | –    | 1R   | 1R   | KF   | 1R   | W    | KF   | W    |
| Olympische Spelen   |      |      |      |      |      |      |      |      |      |
| Olympische Spelen   | –    | g.t. | g.t. | g.t. | g.t. | 2R   | g.t. | g.t. | 2R   |
| Statistieken        |      |      |      |      |      |      |      |      |      |
| titels per jaar     | 2    | 1    | 0    | 1    | 2    | 1    | 7    | 2    | 5    |
| eindejaarsranking   | 60   | 46   | 42   | 14   | 5    | 21   | 1    | 8    | 8    |

### Gemengd dubbelspel
| toernooi          | 2017 | 2018 | 2019 | 2020 | 2021 | 2022 | 2023 | 2024 |
| ----------------- | ---- | ---- | ---- | ---- | ---- | ---- | ---- | ---- |
| Australian Open   | –    | –    | 1R   | 1R   | 1R   | 2R   | 1R   | –    |
| Roland Garros     | –    | –    | 1R   | g.t. | HF   | W    | –    | –    |
| Wimbledon         | 1R   | –    | HF   | g.t. | 2R   | –    | 2R   | –    |
| US Open           | –    | KF   | KF   | g.t. | –    | –    | –    | –    |
| Olympische Spelen |      |      |      |      |      |      |      |      |
| Olympische Spelen | g.t. | g.t. | g.t. | g.t. | –    | g.t. | g.t. | HF   |

## Persoonlijk
Koolhof is een zoon van oud-voetballer Jurrie Koolhof en een broer van voetballer Dean Koolhof. 